# Novoheorhiïvsk

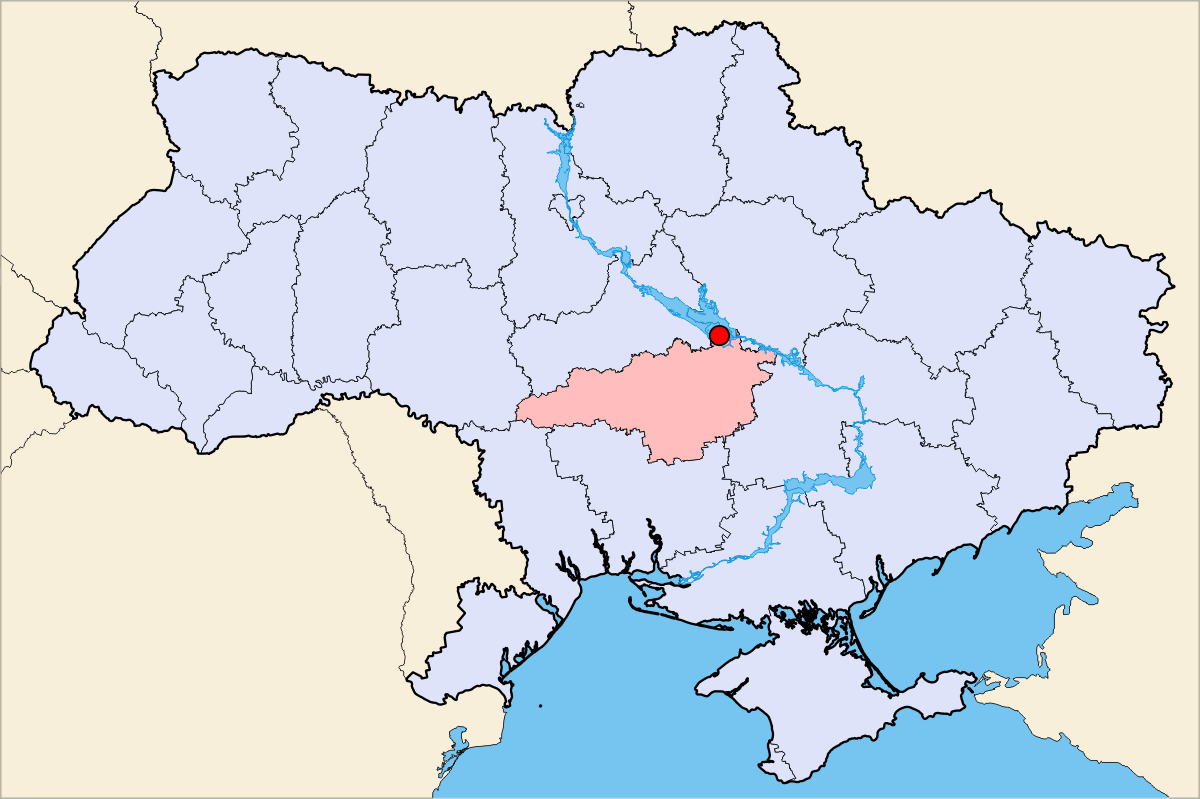
Situation de Novoheorhiïvsk en Ukraine

Novoheorhiïvsk (en ukrainien : Новогеоргіївськ) ou Novogueorguievsk (en russe : Новогеоргиевск) est une ancienne ville de l'oblast de Kirovohrad, en Ukraine. Elle fut presque totalement submergée en 1961 par la mise en eau du réservoir de Krementchouk.

## Histoire
La ville est fondée en 1615 par des colons polonais. Les premiers établissements sont érigés sur la rive droite du fleuve Dniepr, près de l'embouchure de la rivière Tiasmyn. Certains historiens estiment qu'en 1616, soit environ une année après sa fondation, Novoheorhiïvsk compte déjà 1 200 habitants. Ce serait vers cette période que la ville obtint le droit de Magdebourg. Elle aurait également reçu le statut de Sloboda, lequel exemptait la ville de tout impôt foncier durant une période de trente ans. Les registres du tribunal de la ville dénombrent en 1631 cinquante maisons habitées et deux cents propriétés. La ville est fortement éprouvée par les soulèvements cosaques du milieu du XVIIe siècle.
En 1741, alors sous la souveraineté de l'Empire russe, la ville abrite le régiment Myrhorod alors que la population s'élève à 2 000 habitants. Entre 1752 et 1764, elle devient une des deux plus importantes villes de la Nouvelle Serbie et elle abrite alors une des compagnies du régiment Pandoury. En 1795, la ville est renommée Aleksandria. En 1808, elle ne compte plus que 550 habitants.
En 1860, la ville prend le nom de Novo-Gueorguievsk (en russe : Ново-Георгиевск). Elle dépend administrativement du gouvernement de Kiev. En 1897, on y dénombre 12 653 résidents, trois églises orthodoxes, une synagogue, un couvent, deux écoles secondaires, un hôpital et plus de onze usines. Durant la Première Guerre mondiale, deux régiments de cavalerie de l'Armée impériale russe : le régiment de cavalerie de Crimée et le XVIIIe régiment de cavalerie de réserve.
Pendant la Seconde Guerre mondiale, Novo-Gueorguievsk est occupée par l'Allemagne nazie du 7 août 1941 au 2 décembre 1943.
En 1961, après la construction de la centrale hydroélectrique de Krementchouk et de son barrage sur le Dniepr, la population de Novoheorhiïvsk est transférée à Svitlovodsk, peu avant que son territoire ne soit presque totalement englouti par le lac artificiel créé par le barrage. Certaines parties élevées de la ville, qui demeurent émergées, sont transformées en village sous le nom de Nahirne (en ukrainien : Нагірне).

## Population
Recensements (*) ou estimations de la population :
| 1850  | 1885  | 1897*  | 1923  | 1926* | 1939* | 1959* |
| ----- | ----- | ------ | ----- | ----- | ----- | ----- |
| 2 764 | 7 893 | 11 594 | 6 645 | 5 082 | 9 297 | 9 343 |

## Personnalités
- Vladimir Tomilovsky y est né en 1901

## Source
- (en) Cet article est partiellement ou en totalité issu de l’article de Wikipédia en anglais intitulé « Novogeorgievsk » (voir la liste des auteurs).
- (ru) Encyclopedia of F.A. Brokehous and I.A. Efron
- (ru) Lavrenti Pokhilevitch, Сказания о населенных местностях Киевской губернии, Kiev, Tipografia Kievopetcherskoï Lavry, 1864.